# Convent de la Visitació (el Guinardó)
El Convent de la Visitació és un edifici situat als carrers de l'Arc de Sant Martí, 97-101 i de Llobet i Vall-llosera, 12 del barri del Guinardó de Barcelona.

## Història i descripció
El 1893, les religioses Serventes de la Passió, fundades el 1886 a Vic per Teresa Gallifa i Palmarola es van instal·lar a l'Asil de Santa Isabel, al carrer de Martí, 18, i el 1931 es van traslladar al Guinardó. El convent, projectat el 1924 per Damià Vives, és fet de maó vist, tret del sòcol. L'església, situada una mica a l'esquerra del centre de la façana principal, està revestida en estuc blanc, simulant carreus, en estil neoromànic.
La seva tasca és la protegir dones embarassades en dificultats (en els primers temps, casades, però després també mares solteres) i a donar-lis acolliment durant els dos primers anys de vida de l'infant, per a la qual cosa, el 1972 van fer construir la casa Maternal Mare Teresa, just al davant del convent (carrer de Llobet i Vall-llosera, 14).